# Rolls-Royce Exe
Der Rolls-Royce Exe (ursprünglich Rolls-Royce Boreas) war ein Flugmotor des britischen Herstellers Rolls-Royce, der von den dort sonst geltenden Konstruktionslinien weit abwich.

## Geschichte
Es handelte sich um einen luftgekühlten 24-Zylinder-X-Motor, der von Arthur Rowledge entworfen wurde. Die Entwicklung begann 1935. Vorgesehen war er für den Einbau in die Fairey Barracuda. Eine Besonderheit war die Steuerung des Gaswechsels durch Schieber, nachdem dieses Prinzip bereits 1934 in einem Rolls-Royce Kestrel versuchsweise eingebaut und auf dem Prüfstand erprobt worden war. Die Kolben übertrugen über Haupt- und Nebenpleuel ihre Bewegung auf die Kurbelwelle, welche über ein Untersetzungsgetriebe (i=2,79) die Luftschraube antrieb. Bei dem aufgeladenen Motor mit einstufigem Zentrifugalkompressor wurden die Zündkerzen durch eine Spulenzündung versorgt. Die ersten Prüfstandsläufe im September 1936 ergaben eine Leistung von 920 PS bis zu einer Volldruckhöhe von 3300 m.
Der erste Flug mit diesem Motor erfolgte am 30. November 1938 in einer Fairey Battle. Er funktionierte zufriedenstellend, zeigte aber einen hohen Ölverbrauch. Die Entwicklung wurde 1938 wegen der inzwischen verbesserten Leistungsfähigkeit des Rolls-Royce Merlin heruntergefahren. Der Erprobungsträger hingegen wurde bis 1943 als Verbindungsflugzeug verwendet.
Die Erkenntnisse, die mit diesem Entwurf gesammelt wurden, führten zu dem wesentlich vergrößerten Rolls-Royce Pennine.

## Technische Daten
- Bohrung: 106,7 mm
- Hub: 101,6 mm
- Hubraum: 22,1 l
- Leistung: 1150 PS bei 4200 min−1
- Verdichtung: 8:1